# Latoue
Latoue est une commune française située dans l'ouest du département de la Haute-Garonne en région Occitanie.
Sur le plan historique et culturel, la commune est dans le pays de Comminges, correspondant à l’ancien comté de Comminges, circonscription de la province de Gascogne située sur les départements actuels du Gers, de la Haute-Garonne, des Hautes-Pyrénées et de l'Ariège. Exposée à un climat océanique altéré, elle est drainée par la Noue, le ruisseau de la Garrie et par divers autres petits cours d'eau. La commune possède un patrimoine naturel remarquable composé de deux zones naturelles d'intérêt écologique, faunistique et floristique.
Latoue est une commune rurale qui compte 306 habitants en 2022, après avoir connu un pic de population de 880 habitants en 1851. Elle fait partie de l'aire d'attraction de Saint-Gaudens. Ses habitants sont appelés les Latois ou  Latoises.
Le patrimoine architectural de la commune comprend deux  immeubles protégés au titre des monuments historiques : le château, inscrit en 1979, et le lavoir, inscrit en 1988.

## Géographie

### Localisation
La commune de Latoue se trouve dans le département de la Haute-Garonne, en région Occitanie.
Elle se situe à 72 km à vol d'oiseau de Toulouse, préfecture du département, à 8 km de Saint-Gaudens, sous-préfecture, et à 25 km de Cazères, bureau centralisateur du canton de Cazères dont dépend la commune depuis 2015 pour les élections départementales.
La commune fait en outre partie du bassin de vie de Saint-Gaudens.
Les communes les plus proches sont : 
Aulon (3,7 km), Landorthe (4,2 km), Sepx (4,7 km), Saint-Marcet (4,9 km), Peyrouzet (5,2 km), Larcan (5,3 km), Savarthès (5,6 km), Saux-et-Pomarède (5,8 km).
Sur le plan historique et culturel, Latoue fait partie du pays de Comminges, correspondant à l’ancien comté de Comminges, circonscription de la province de Gascogne située sur les départements actuels du Gers, de la Haute-Garonne, des Hautes-Pyrénées et de l'Ariège.
Latoue est limitrophe de sept autres communes.

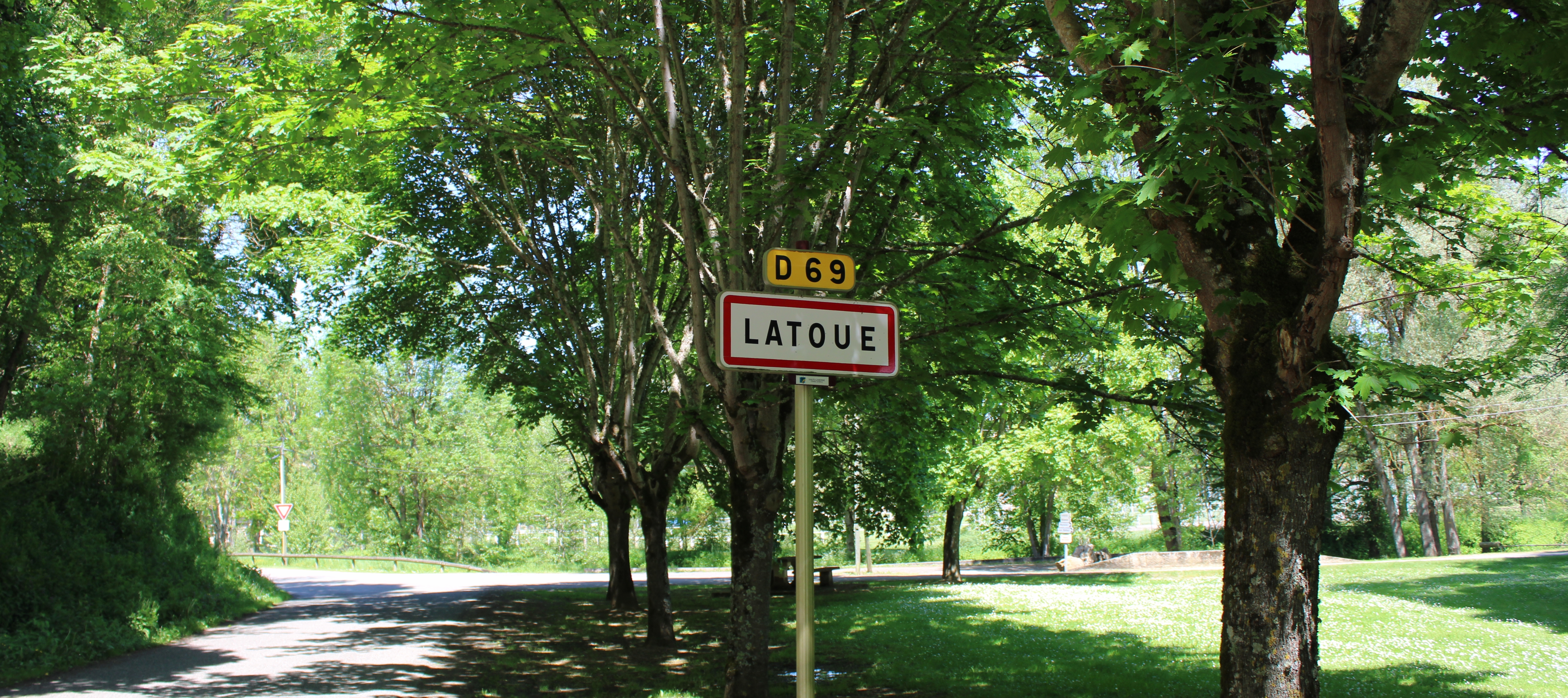
Entrée du village.

Les communes limitrophes sont  Aulon, Castillon-de-Saint-Martory, Larcan, Lieoux, Saint-Marcet, Saux-et-Pomarède et Sepx.
| Saint-Marcet       |        | Aulon                      |
| Larcan (sur 100 m) | Latoue | Sepx                       |
| Saux-et-Pomarède   | Lieoux | Castillon-de-Saint-Martory |

### Géologie et relief
La superficie de la commune est de 1 762 hectares ; son altitude varie de 333  à   488 mètres.

### Hydrographie

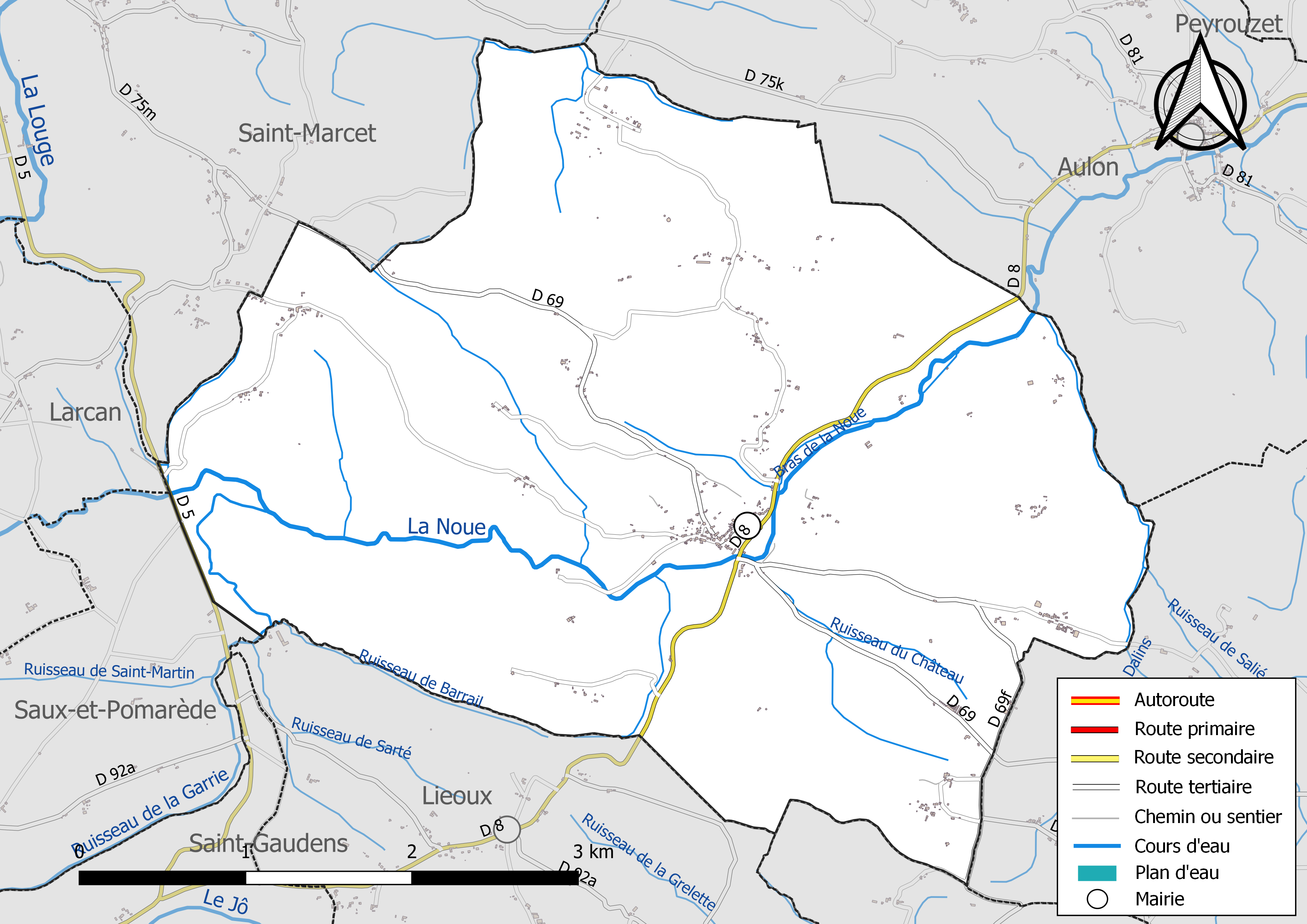
Réseaux hydrographique et routier de Latoue.

La commune est dans le bassin de la Garonne, au sein du bassin hydrographique Adour-Garonne. Elle est drainée par la Noue, le ruisseau de la Garrie, un bras de la Noue, un bras de la Noue, le ruisseau de Barrail, le ruisseau de Dalins, le ruisseau de Salié, le ruisseau du Château et par divers petits cours d'eau, constituant un réseau hydrographique de 23 km de longueur totale,.
La Noue, d'une longueur totale de 44,2 km, prend sa source dans la commune de Franquevielle et s'écoule d'ouest en est. Elle traverse la commune et se jette dans la Garonne à Mancioux, après avoir traversé 17 communes.

### Climat
Pour des articles plus généraux, voir Climat de l'Occitanie et Climat de la Haute-Garonne.
En 2010, le climat de la commune est de type climat océanique altéré, selon une étude s'appuyant sur une série de données couvrant la période 1971-2000. En 2020, Météo-France publie une typologie des climats de la France métropolitaine dans laquelle la commune est exposée à un climat de montagne ou de marges de montagne et est dans la région climatique Pyrénées centrales, caractérisée par une pluviométrie annuelle de 1 000 à 1 200 mm.
Pour la période 1971-2000, la température annuelle moyenne est de 12,2 °C, avec une amplitude thermique annuelle de 14,6 °C. Le cumul annuel moyen de précipitations est de 925 mm, avec 9,5 jours de précipitations en janvier et 6,9 jours en juillet. Pour la période 1991-2020, la température moyenne annuelle observée sur la station météorologique la plus proche, située sur la commune de Clarac à 15 km à vol d'oiseau, est de 12,5 °C et le cumul annuel moyen de précipitations est de 804,9 mm,. Pour l'avenir, les paramètres climatiques de la commune estimés pour 2050 selon différents scénarios d'émission de gaz à effet de serre sont consultables sur un site dédié publié par Météo-France en novembre 2022.

### Milieux naturels et biodiversité

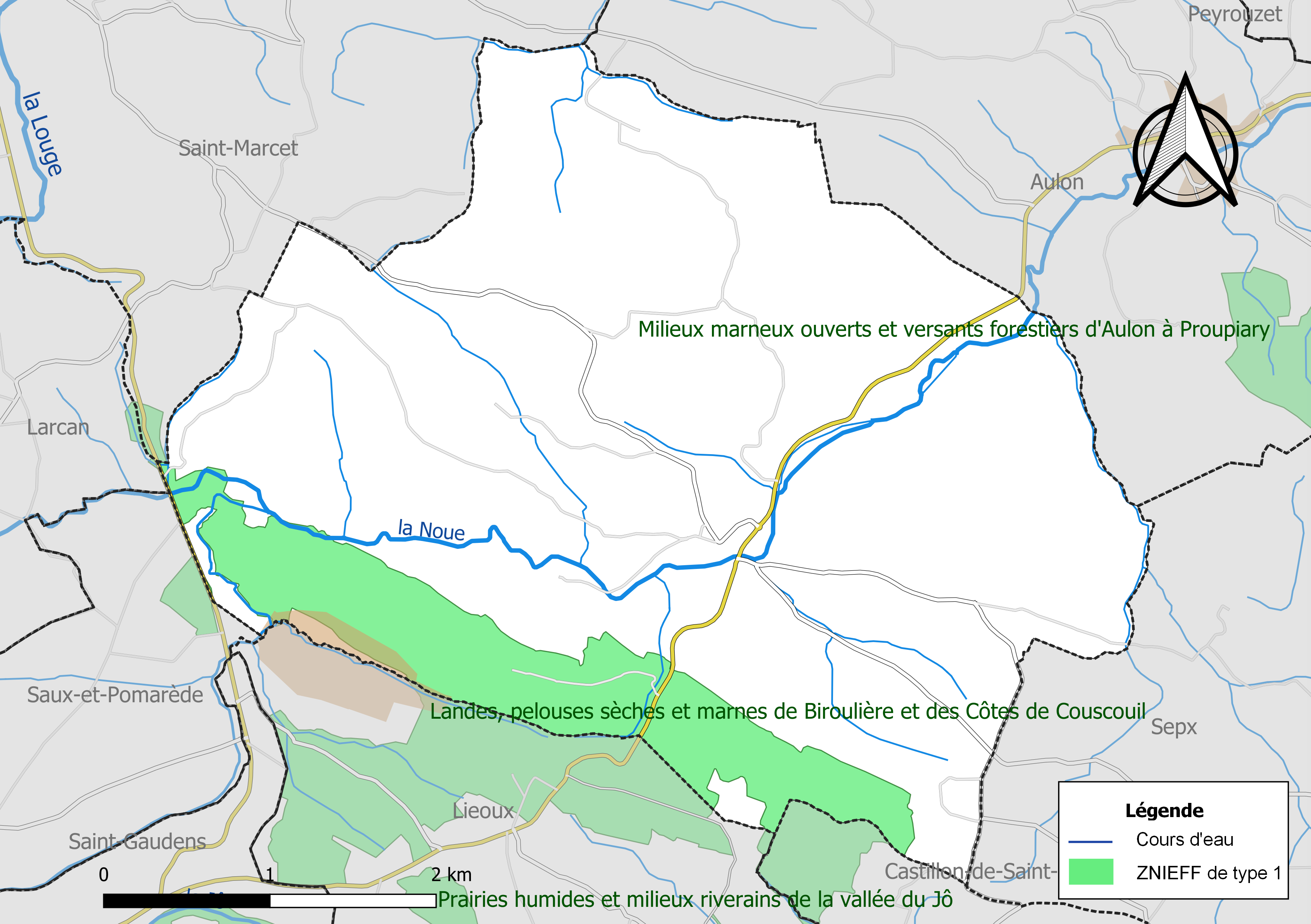
Carte de la ZNIEFF de type 1 localisée sur la commune.

L’inventaire des zones naturelles d'intérêt écologique, faunistique et floristique (ZNIEFF) a pour objectif de réaliser une couverture des zones les plus intéressantes sur le plan écologique, essentiellement dans la perspective d’améliorer la connaissance du patrimoine naturel national et de fournir aux différents décideurs un outil d’aide à la prise en compte de l’environnement dans l’aménagement du territoire.
Une ZNIEFF de type 1 est recensée sur la commune :
les « landes, pelouses sèches et marnes de Biroulière et des côtes de Couscouil » (436 ha), couvrant 6 communes du département et une ZNIEFF de type 2, : 
les « affleurements calcaréo-marneux des coteaux du Saint-Gaudinois » (4 492 ha), couvrant 14 communes du département.

## Urbanisme

### Typologie
Au 1er janvier 2024, Latoue est catégorisée commune rurale à habitat très dispersé, selon la nouvelle grille communale de densité à sept niveaux définie par l'Insee en 2022.
Elle est située hors unité urbaine. Par ailleurs la commune fait partie de l'aire d'attraction de Saint-Gaudens, dont elle est une commune de la couronne,. Cette aire, qui regroupe 85 communes, est catégorisée dans les aires de moins de 50 000 habitants,.

### Occupation des sols
L'occupation des sols de la commune, telle qu'elle ressort de la base de données européenne d’occupation biophysique des sols Corine Land Cover (CLC), est marquée par l'importance des territoires agricoles (59,7 % en 2018), en diminution par rapport à 1990 (63,6 %). La répartition détaillée en 2018 est la suivante : 
forêts (36,4 %), prairies (30,4 %), zones agricoles hétérogènes (23,2 %), terres arables (6,1 %), milieux à végétation arbustive et/ou herbacée (3,1 %), mines, décharges et chantiers (0,8 %). L'évolution de l’occupation des sols de la commune et de ses infrastructures peut être observée sur les différentes représentations cartographiques du territoire : la carte de Cassini (XVIIIe siècle), la carte d'état-major (1820-1866) et les cartes ou photos aériennes de l'IGN pour la période actuelle (1950 à aujourd'hui).

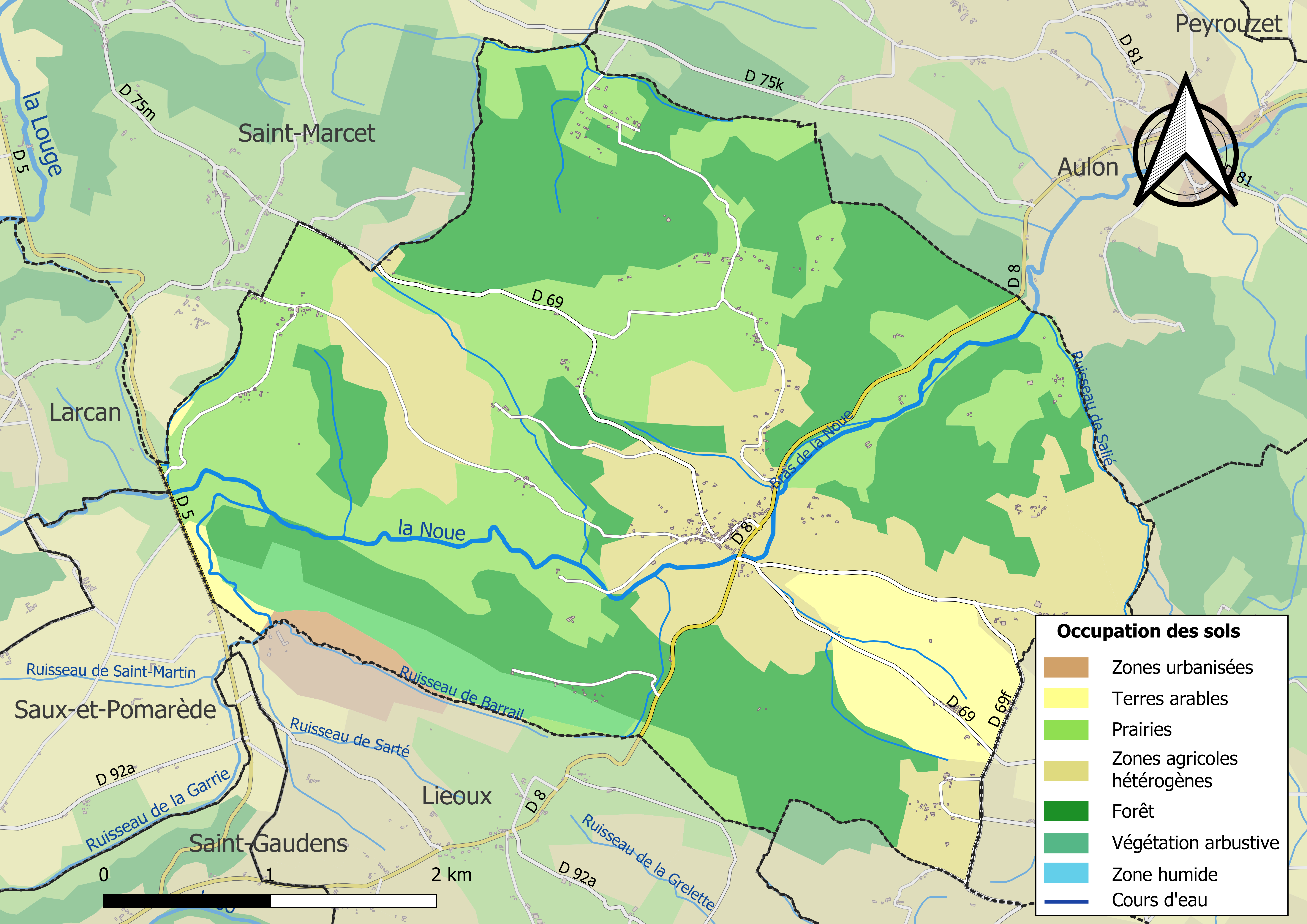
Carte des infrastructures et de l'occupation des sols de la commune en 2018 (CLC).

### Voies de communication et transports
Accès avec le réseau Arc-en-ciel.

### Risques majeurs
Le territoire de la commune de Latoue est vulnérable à différents aléas naturels : météorologiques (tempête, orage, neige, grand froid, canicule ou sécheresse), inondations et séisme (sismicité modérée). Un site publié par le BRGM permet d'évaluer simplement et rapidement les risques d'un bien localisé soit par son adresse soit par le numéro de sa parcelle.
Certaines parties du territoire communal sont susceptibles d’être affectées par le risque d’inondation par débordement de cours d'eau, notamment le Noue. La commune a été reconnue en état de catastrophe naturelle au titre des dommages causés par les inondations et coulées de boue survenues en 1982, 1999 et 2009,.

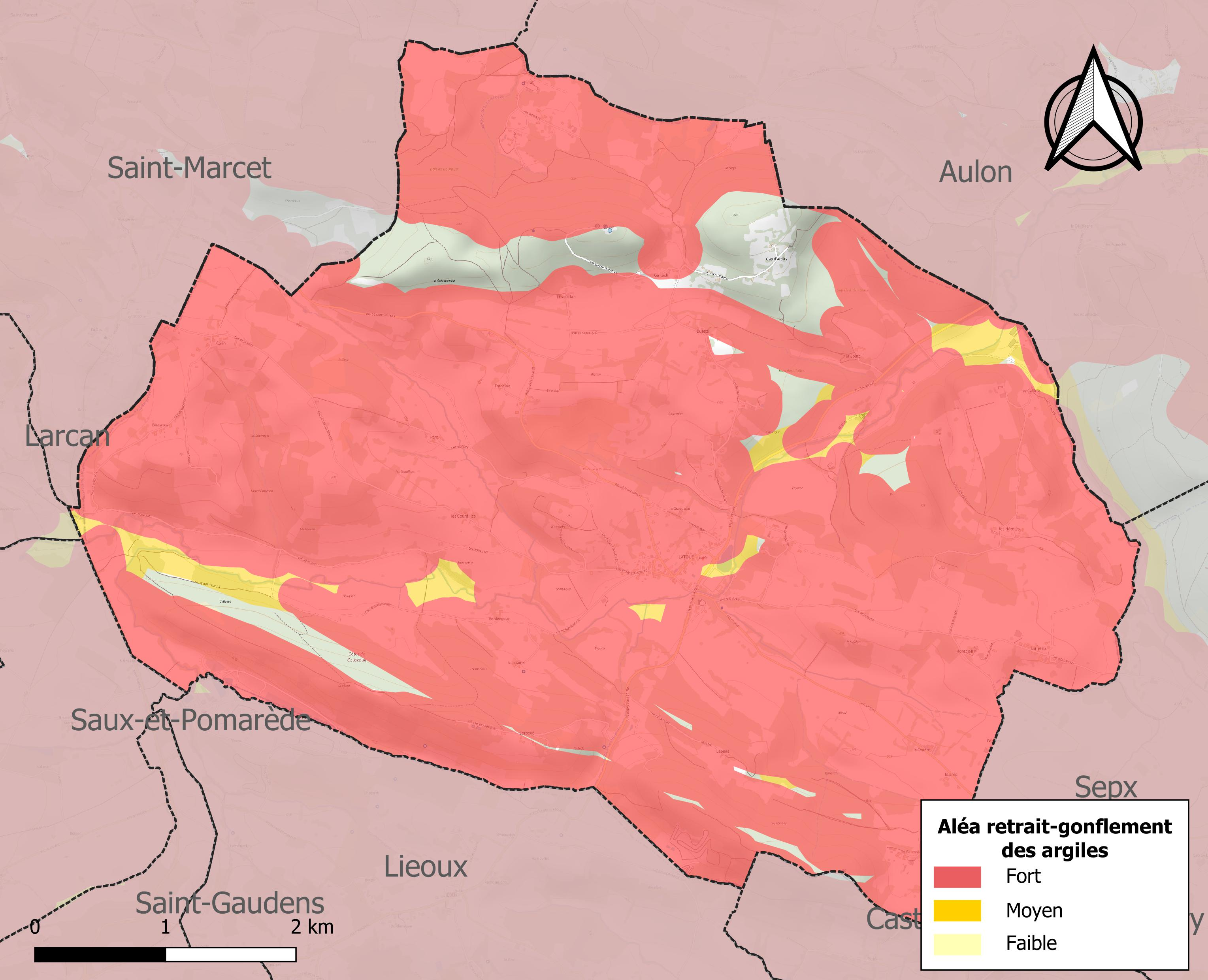
Carte des zones d'aléa retrait-gonflement des sols argileux de Latoue.

Le retrait-gonflement des sols argileux est susceptible d'engendrer des dommages importants aux bâtiments en cas d’alternance de périodes de sécheresse et de pluie. 93,1 % de la superficie communale est en aléa moyen ou fort (88,8 % au niveau départemental et 48,5 % au niveau national). Sur les 171 bâtiments dénombrés sur la commune en 2019, 160 sont en aléa moyen ou fort, soit 94 %, à comparer aux 98 % au niveau départemental et 54 % au niveau national. Une cartographie de l'exposition du territoire national au retrait gonflement des sols argileux est disponible sur le site du BRGM,.
Par ailleurs, afin de mieux appréhender le risque d’affaissement de terrain, l'inventaire national des cavités souterraines permet de localiser celles situées sur la commune.
Concernant les mouvements de terrains, la commune a été reconnue en état de catastrophe naturelle au titre des dommages causés par la sécheresse en 1989, 1993, 2003 et 2012 et par des mouvements de terrain en 1999.

## Politique et administration

### Administration municipale
Le nombre d'habitants au recensement de 2011 étant compris entre 100 et 499, le nombre de membres du conseil municipal pour l'élection de 2014 est de onze,.

### Rattachements administratifs et électoraux
Commune faisant partie de la huitième circonscription de la Haute-Garonne, de la communauté de communes Cœur et Coteaux de Comminges et du canton de Cazères (avant le redécoupage départemental de 2014, Latoue faisait partie de l'ex-canton d'Aurignac et avant le 1er janvier 2017, de la communauté de communes des Terres d'Aurignac).

### Liste des maires
| Période                                  | Période  | Identité       | Étiquette | Qualité |
| ---------------------------------------- | -------- | -------------- | --------- | ------- |
| juin 1995                                | 2020     | Jacques Feraut |           |         |
| juin 2020                                | En cours | Pierre Bosc    |           |         |
| Les données manquantes sont à compléter. |          |                |           |         |

## Population et société

### Démographie

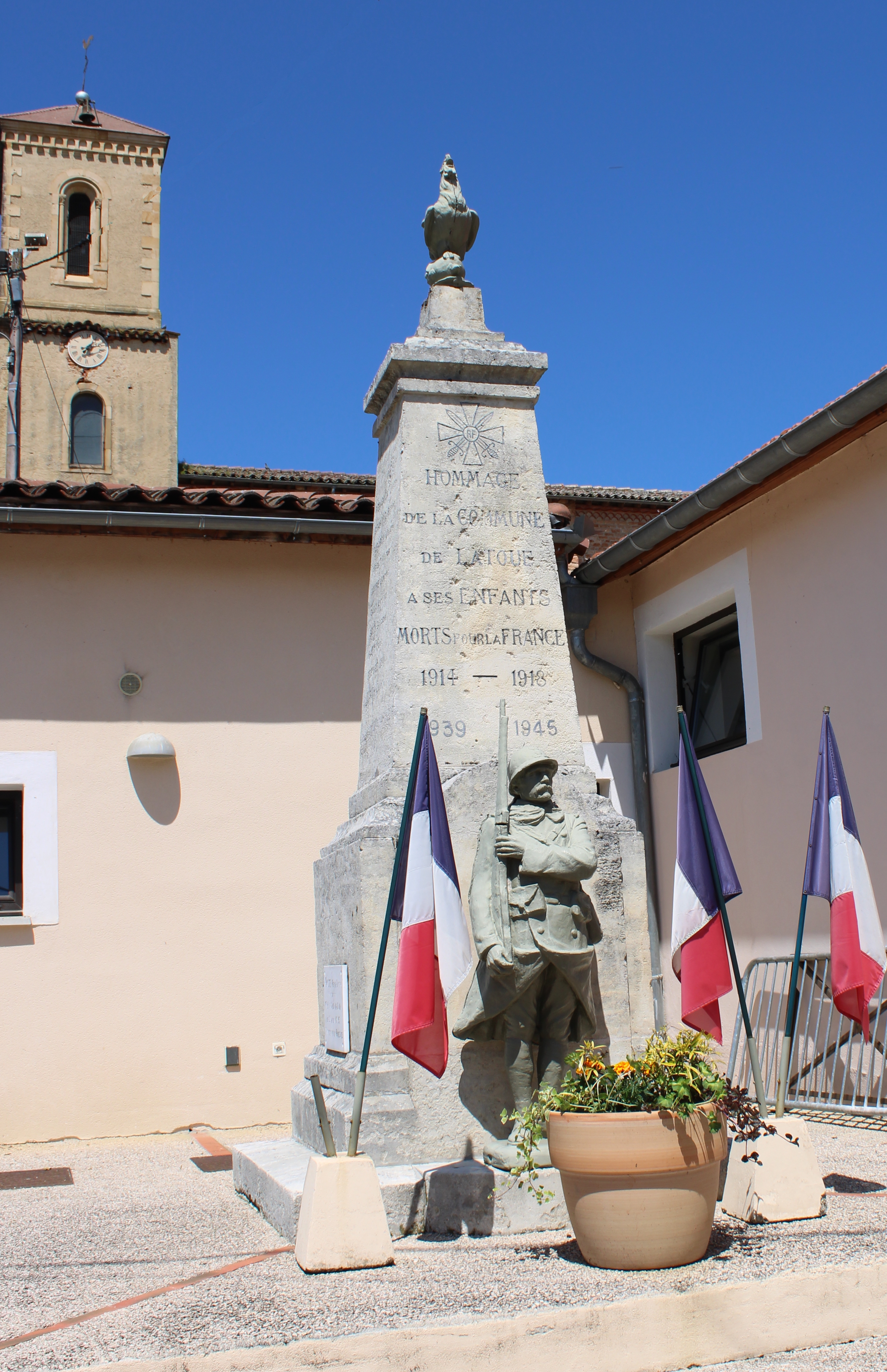
le monument aux morts.

| 1793 | 1800 | 1806 | 1821 | 1831 | 1836 | 1841 | 1846 | 1851 |
| ---- | ---- | ---- | ---- | ---- | ---- | ---- | ---- | ---- |
| 688  | 610  | 644  | 764  | 762  | 774  | 835  | 864  | 880  |

| 1856 | 1861 | 1866 | 1872 | 1876 | 1881 | 1886 | 1891 | 1896 |
| ---- | ---- | ---- | ---- | ---- | ---- | ---- | ---- | ---- |
| 840  | 814  | 814  | 751  | 748  | 624  | 643  | 620  | 614  |

| 1901 | 1906 | 1911 | 1921 | 1926 | 1931 | 1936 | 1946 | 1954 |
| ---- | ---- | ---- | ---- | ---- | ---- | ---- | ---- | ---- |
| 560  | 459  | 501  | 440  | 427  | 405  | 394  | 427  | 448  |

| 1962 | 1968 | 1975 | 1982 | 1990 | 1999 | 2004 | 2006 | 2009 |
| ---- | ---- | ---- | ---- | ---- | ---- | ---- | ---- | ---- |
| 446  | 379  | 327  | 323  | 294  | 284  | 288  | 291  | 316  |

| 2014 | 2019 | 2022 | - | - | - | - | - | - |
| ---- | ---- | ---- | - | - | - | - | - | - |
| 324  | 317  | 306  | - | - | - | - | - | - |

| selon la population municipale des années : | 1968 | 1975 | 1982 | 1990 | 1999 | 2006 | 2009 | 2013 |
| Rang de la commune dans le département      | 308  | 349  | 353  | 421  | 447  | 453  | 460  | 460  |
| Nombre de communes du département           | 592  | 582  | 586  | 588  | 588  | 588  | 589  | 589  |

### Enseignement
Latoue fait partie de l'académie de Toulouse.

### Activités sportives
Chasse, pétanque, randonnée pédestre,

## Économie

### Revenus
En 2018  (données Insee publiées en septembre 2021), la commune compte 138 ménages fiscaux, regroupant 311 personnes. La médiane du revenu disponible par unité de consommation est de 21 410 € (23 140 € dans le département).

### Emploi
|                | 2008  | 2013  | 2018  |
| -------------- | ----- | ----- | ----- |
| Commune        | 3,3 % | 5,5 % | 7,2 % |
| Département    | 7,7 % | 9,6 % | 9,3 % |
| France entière | 8,3 % | 10 %  | 10 %  |

En 2018, la population âgée de 15 à 64 ans s'élève à 182 personnes, parmi lesquelles on compte 76,1 % d'actifs (68,9 % ayant un emploi et 7,2 % de chômeurs) et 23,9 % d'inactifs,. Depuis 2008, le taux de chômage communal (au sens du recensement) des 15-64 ans est inférieur à celui de la France et du département.
La commune fait partie de la couronne de l'aire d'attraction de Saint-Gaudens, du fait qu'au moins 15 % des actifs travaillent dans le pôle,. Elle compte 43 emplois en 2018, contre 50 en 2013 et 48 en 2008. Le nombre d'actifs ayant un emploi résidant dans la commune est de 130, soit un indicateur de concentration d'emploi de 33,3 % et un taux d'activité parmi les 15 ans ou plus de 51,6 %.
Sur ces 130 actifs de 15 ans ou plus ayant un emploi, 31 travaillent dans la commune, soit 24 % des habitants. Pour se rendre au travail, 82,9 % des habitants utilisent un véhicule personnel ou de fonction à quatre roues, 1,6 % les transports en commun, 10,9 % s'y rendent en deux-roues, à vélo ou à pied et 4,7 % n'ont pas besoin de transport (travail au domicile).

### Activités hors agriculture
20 établissements sont implantés  à Latoue au 31 décembre 2019.
Le secteur du commerce de gros et de détail, des transports, de l'hébergement et de la restauration est prépondérant sur la commune puisqu'il représente 35 % du nombre total d'établissements de la commune (7 sur les 20 entreprises implantées  à Latoue), contre 25,9 % au niveau départemental.

### Agriculture
La commune est dans les « Coteaux de Gascogne », une petite région agricole occupant une partie ouest du département de la Haute-Garonne, constitué d'un relief de cuestas et de vallées peu profondes, creusés par les rivières issues du massif pyrénéen, avec une activité de polyculture et d’élevage. En 2020, l'orientation technico-économique de l'agriculture  sur la commune est la polyculture et/ou le polyélevage.
|               | 1988 | 2000 | 2010 | 2020 |
| ------------- | ---- | ---- | ---- | ---- |
| Exploitations | 35   | 28   | 23   | 20   |
| SAU (ha)      | 852  | 740  | 693  | 734  |

Le nombre d'exploitations agricoles en activité et ayant leur siège dans la commune est passé de 35 lors du recensement agricole de 1988  à 28 en 2000 puis à 23 en 2010 et enfin à 20 en 2020, soit une baisse de 43 % en 32 ans. Le même mouvement est observé à l'échelle du département qui a perdu pendant cette période 57 % de ses exploitations,. La surface agricole utilisée sur la commune a également diminué, passant de 852 ha en 1988 à 734 ha en 2020. Parallèlement la surface agricole utilisée moyenne par exploitation a augmenté, passant de 24 à 37 ha.

## Culture locale et patrimoine

### Lieux et monuments
- Château de Latoue : château dont les parties les plus anciennes ont été construites dans la première moitié du XIIIe siècle. Deux mâchicoulis assuraient la défense de la porte d'entrée. Ce dispositif défensif appliqué à une porte d'entrée est rare en France.
- Lavoir-abreuvoir octogonal du XVIe siècle classé Monument historique en 1988.
- Chapelle Sainte-Radegonde : chapelle du XIIIe siècle dédiée à Radegonde, femme de Clotaire Ier.
- La source du Cloutoun, où selon la légende Sainte-Radegonde aurait laissé ses empreintes dans la pierre en se désaltérant lors de son passage[41].
- Église Saint-Sernin.

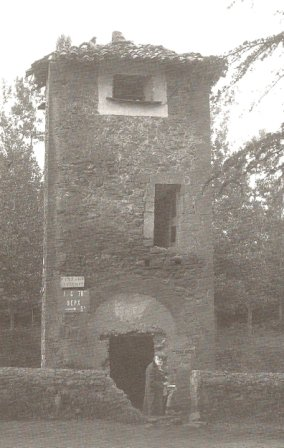
Maurice Gourdon pris en photo devant la tour de Latoue par Norbert Casteret en juin 1931
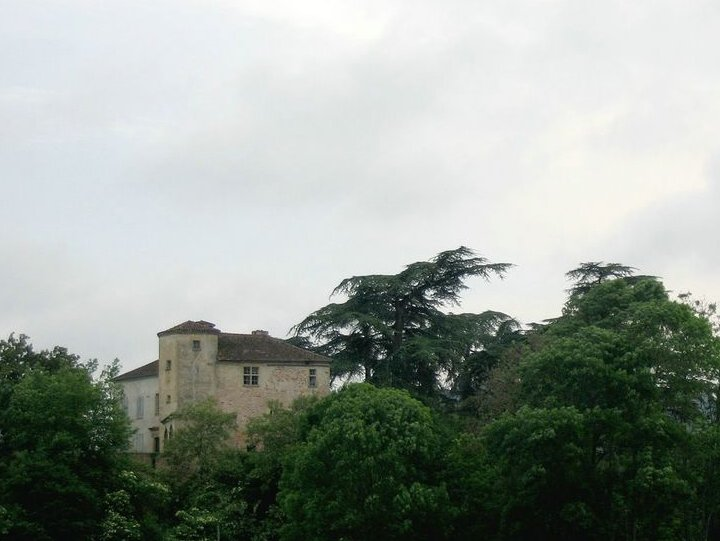
Vue de la partie est du château du XIe siècle du domaine De Latour

## Galerie

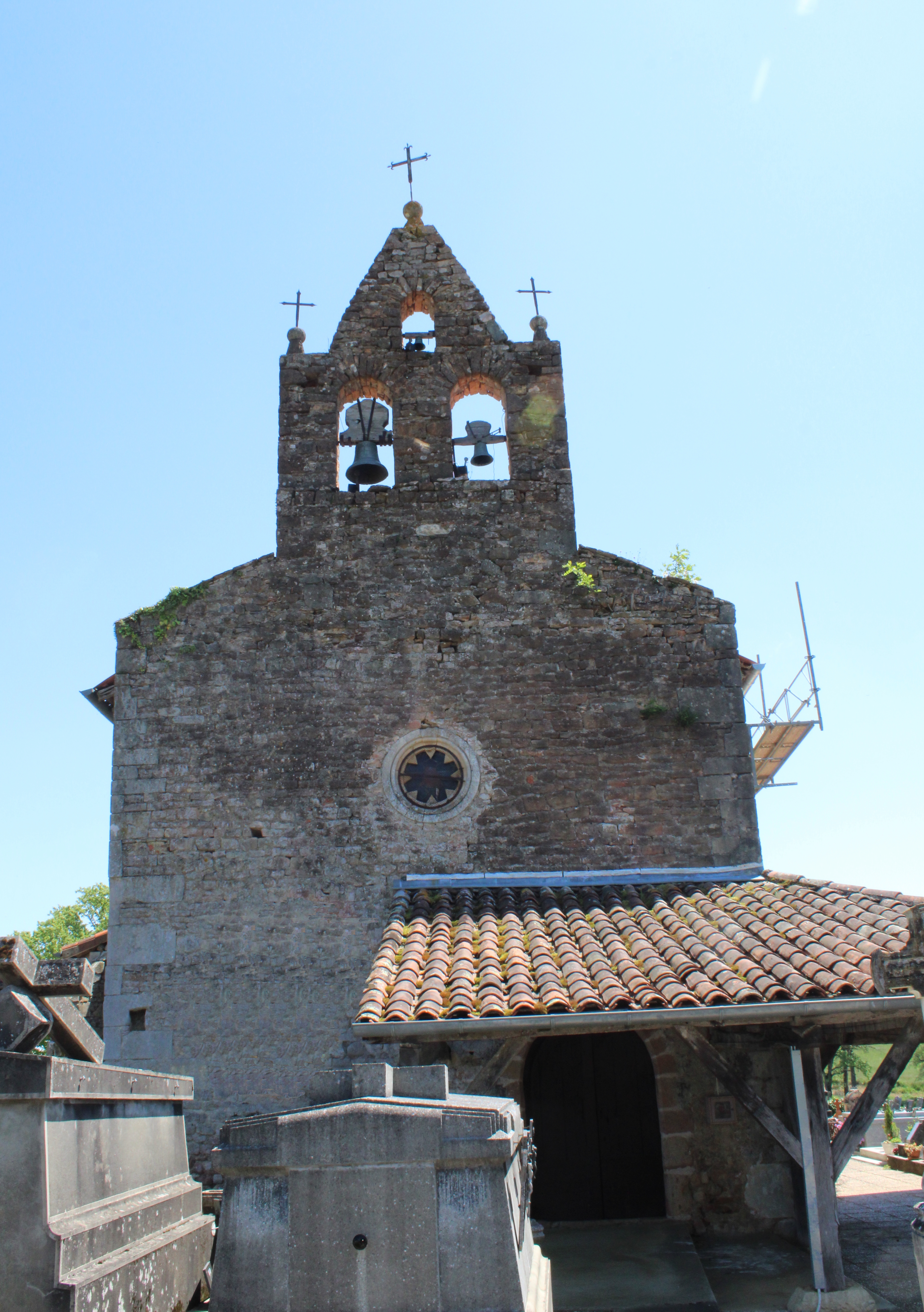
Le clocher-mur de la chapelle Sainte-Radegonde.
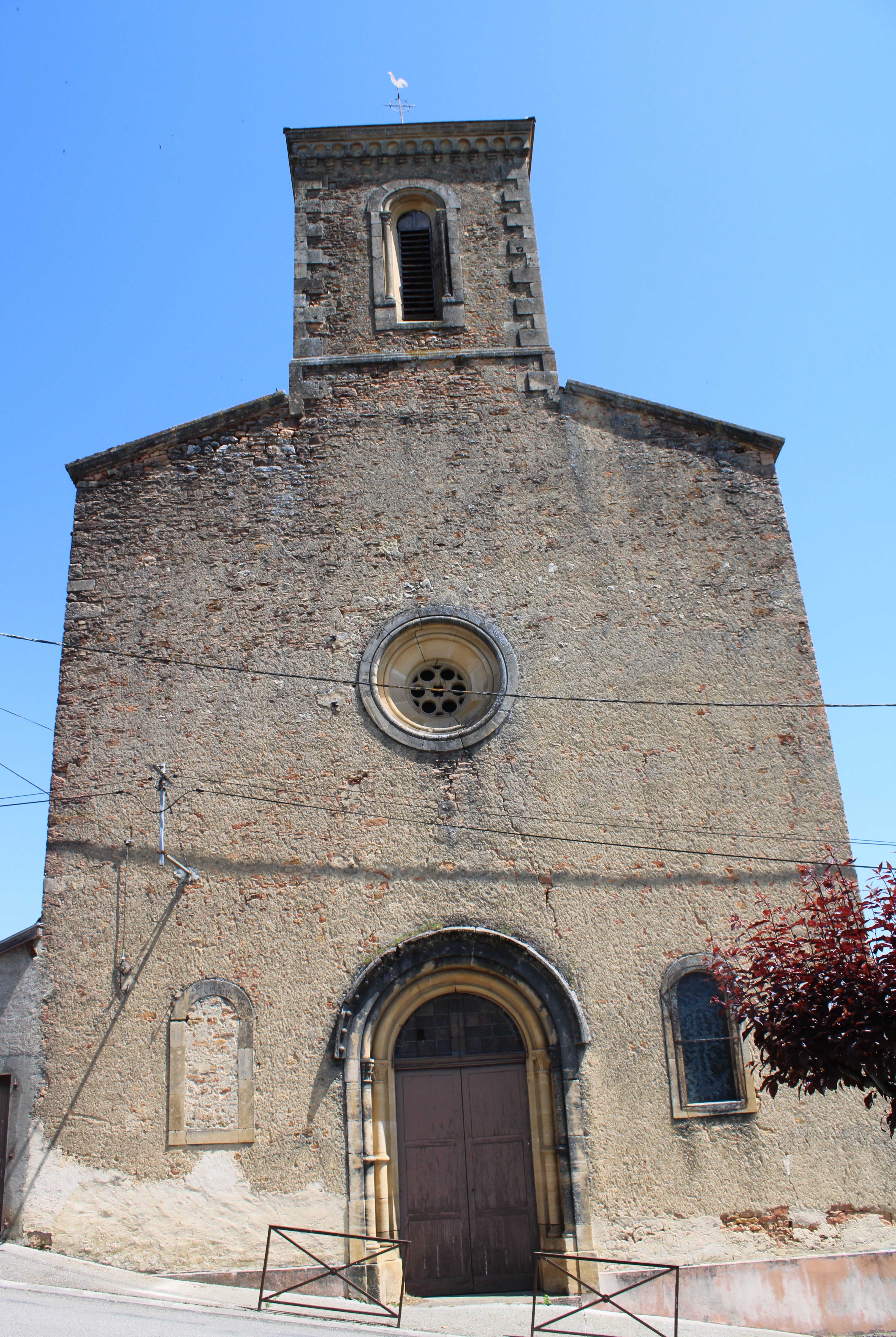
Façade de l'église Saint-Sernin.
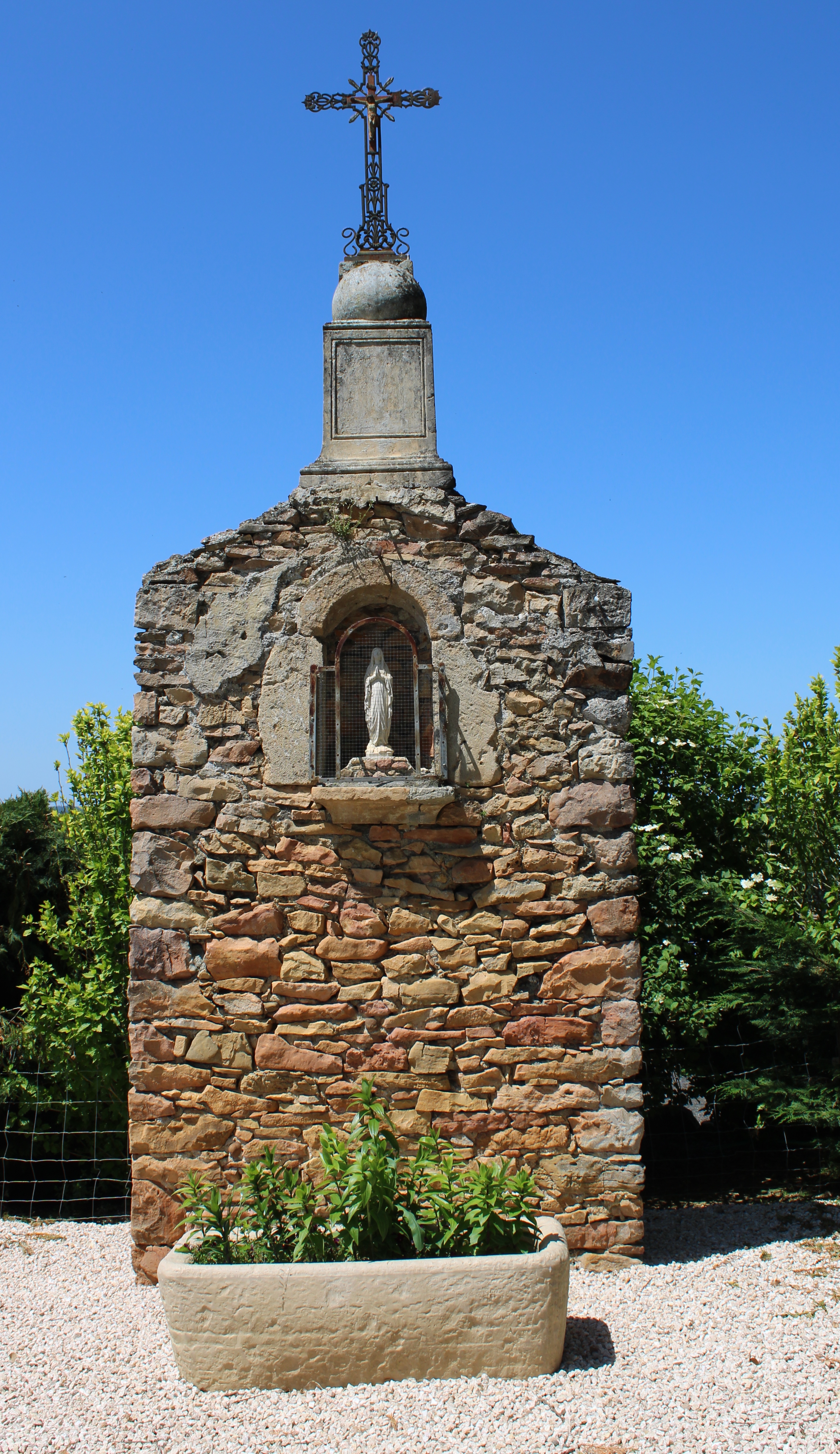
L'oratoire situé sur le D69.
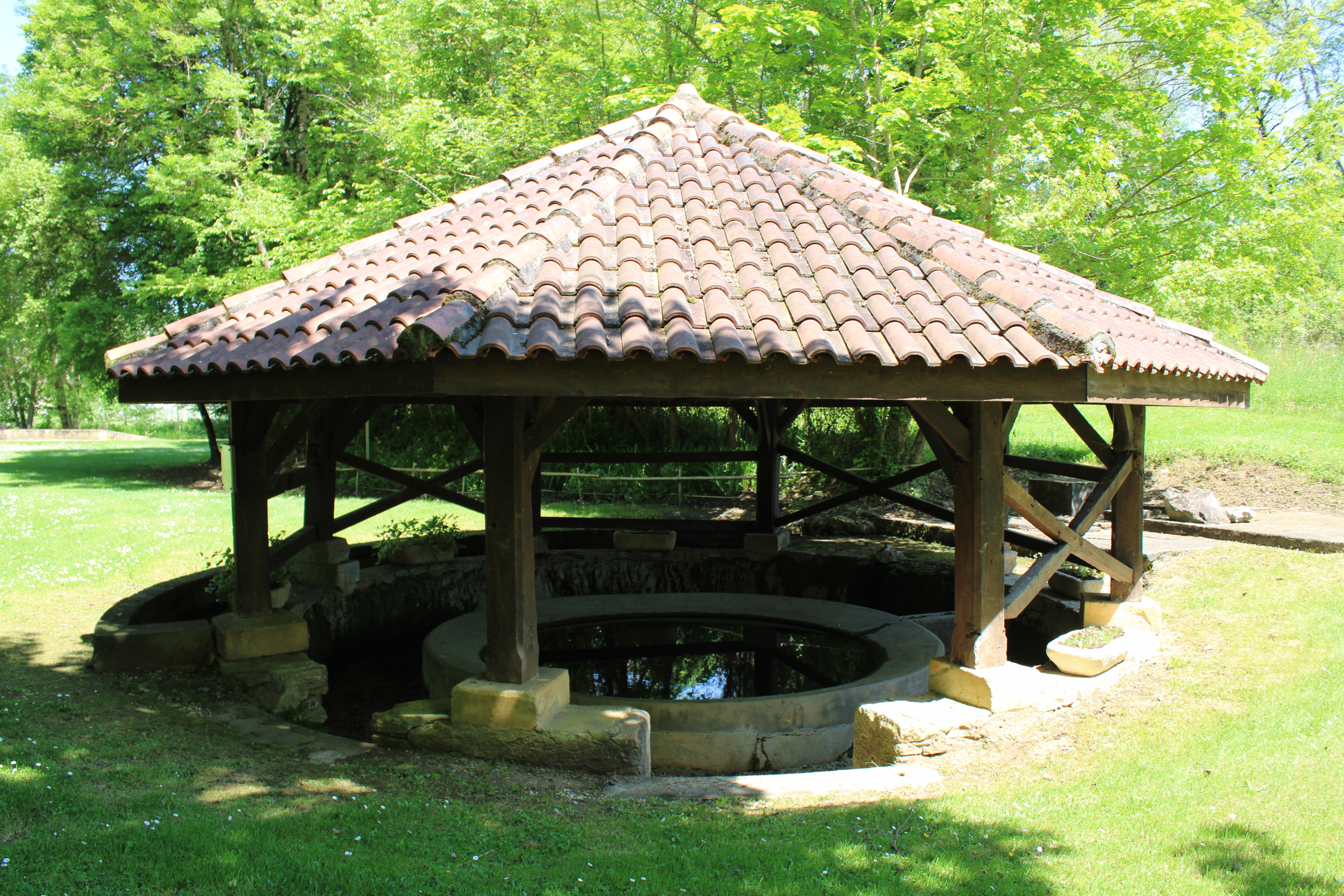
Le lavoir-abreuvoir du 16è siècle classé Monument historique en 1988.
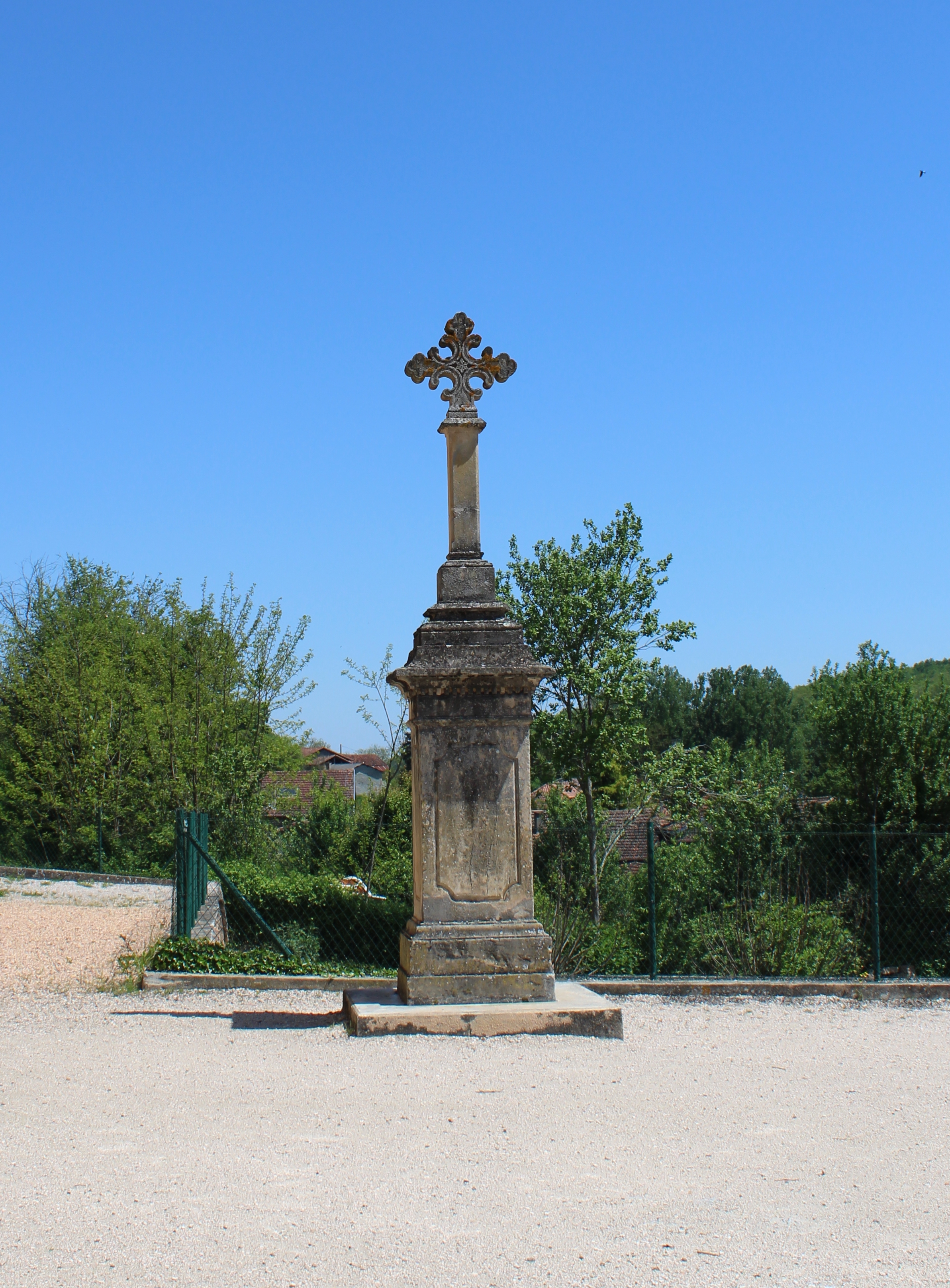
Le calvaire près de l'église.
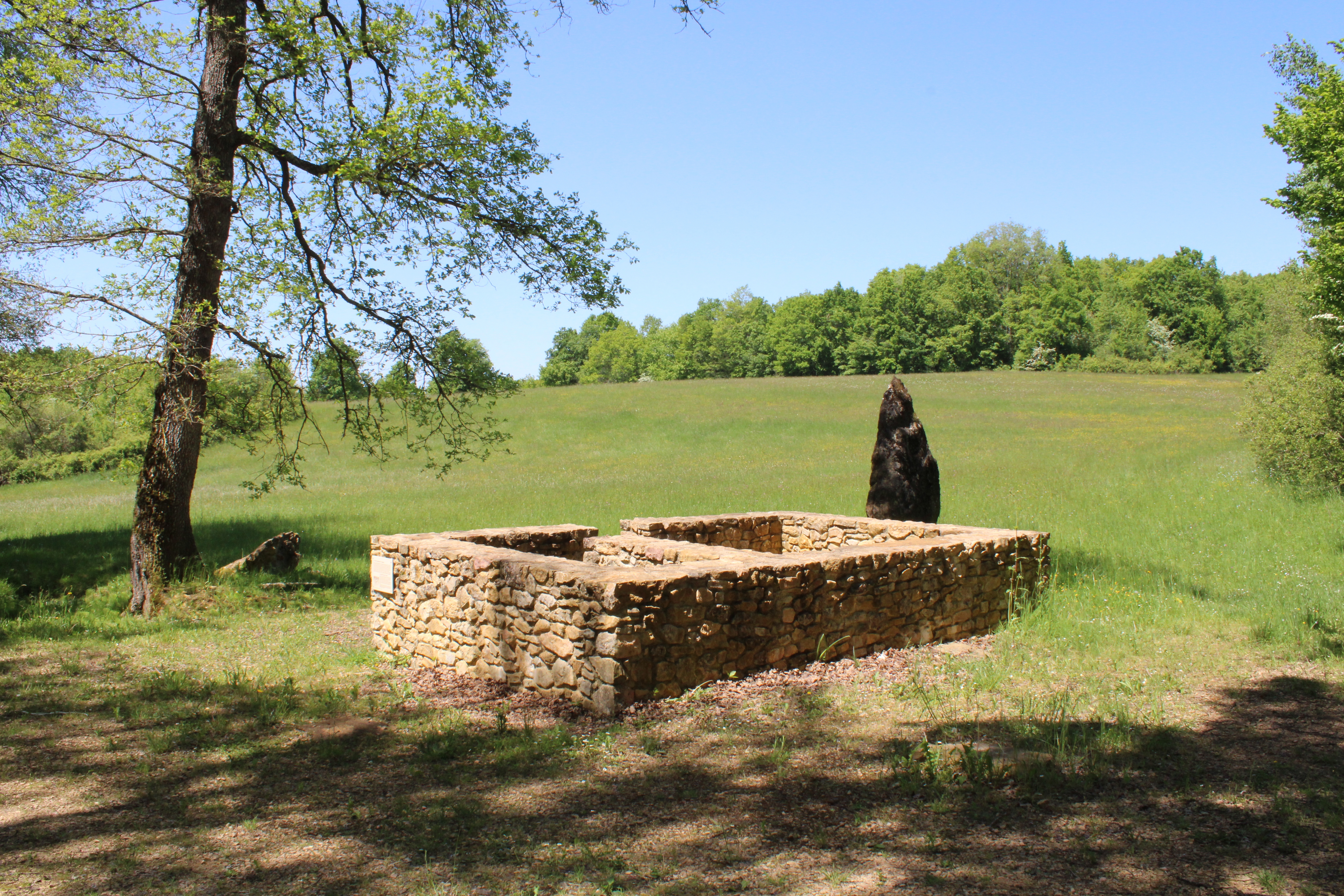
La source miraculeuse du Cloutoun.
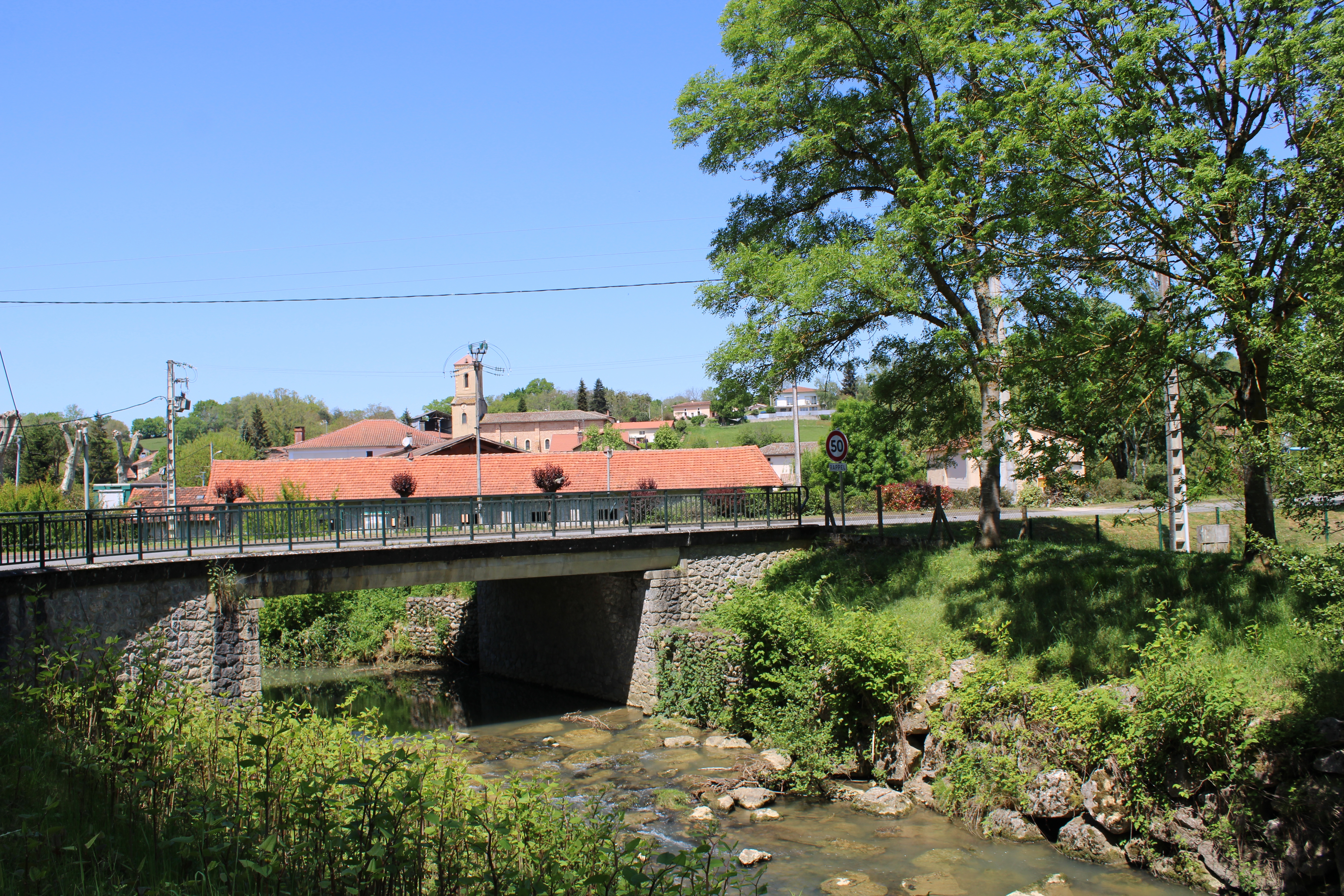
Le pont sur la Noue.
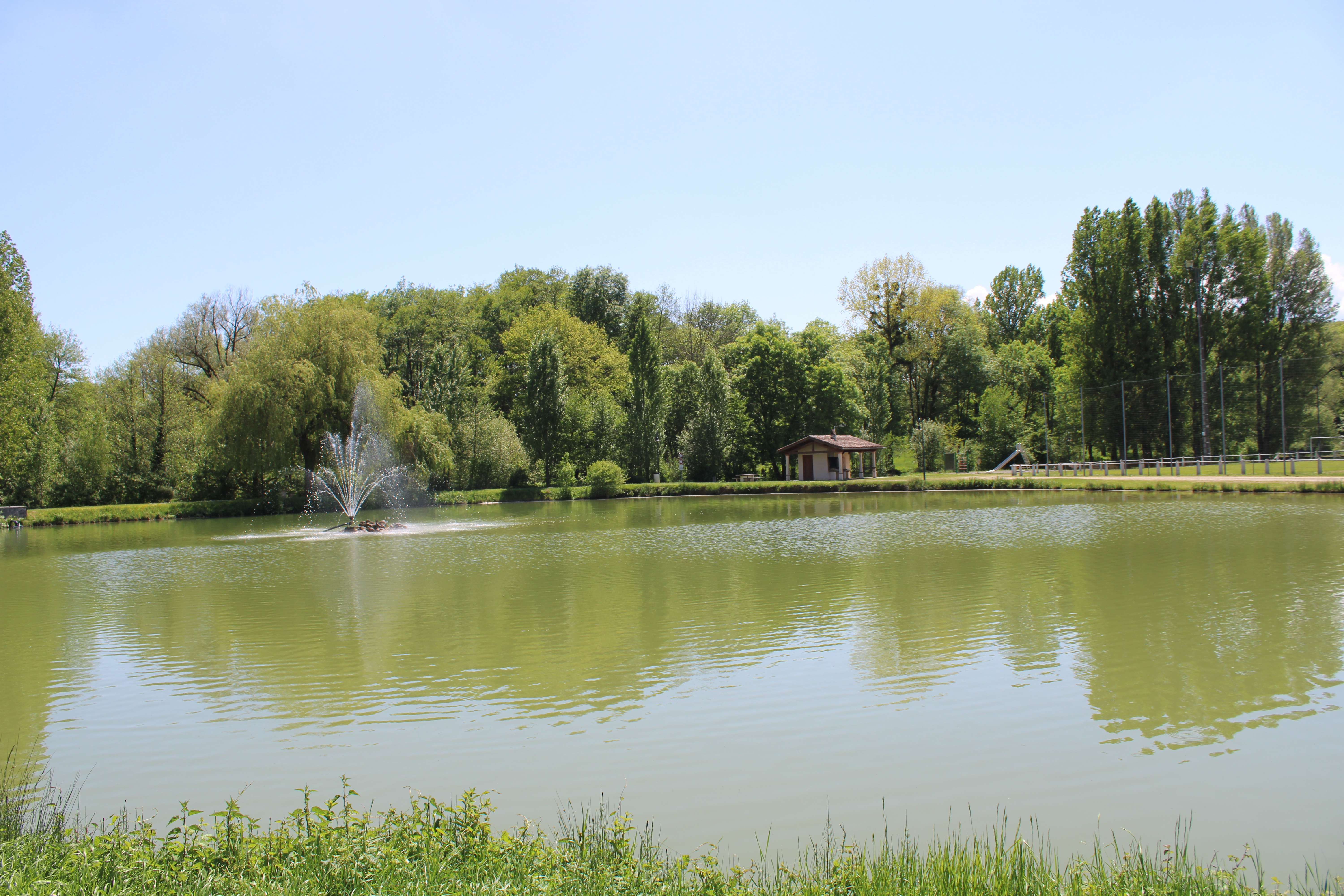
L'étang.